# Спектральний метод
Спектральний метод (англ. spectral method) — у прикладній математиці і наукових обчисленнях метод для чисельного розв'язку деяких диференціальних рівнянь, використовуючи швидке перетворення Фур'є. Ідея в тому, щоб записати розв'язок диференціального рівняння у вигляді суми деяких «базисних функцій» (наприклад, ряд Фур'є являє собою ряд синусоїд) і потім підібрати коефіцієнти ряду таким чином, щоб якнайкраще задовольнити диференціальне рівняння.
Спектральний метод і метод скінченних елементів (англ. finite element method, FEM) схожі. Основна відмінність між ними полягає в тому, що у спектральних методах застосовують базисні функції, які відмінні від нуля на всій області, у той час як у методі скінченних елементів застосовують базисні функції, які відмінні від нуля лише на малих підобластях. Іншими словами, спектральні методи застосовують глобальний підхід, у той час як метод скінченних елементів застосовує локальний підхід. Частково з цієї причини, спектральні методи мають відмінні властивості похибки, з максимально можливою так званою «експоненційною збіжністю», коли рішення є гладкою функцією. Однак, невідомі результати тривимірного захоплення однодоменного спектрального удару (бо ударні хвилі не гладкі). У сімействі методів скінчених елементів, методи, в яких ступінь елементів дуже високий або зростає, коли крок сітки (h) наближається до нуля, іноді називають методами спектральних елементів.
Спектральні методи можуть бути застосовані для розв'язання звичайних диференціальних рівнянь (ЗДР), диференціальних рівнянь у частинних похідних (РЧП) та пошуку власних функцій у задачах, пов'язаних із диференціальними рівняннями. При застосуванні спектральних методів до рівнянь у частинних похідних, розв'язок зазвичай записують у вигляді суми базисних функцій із залежними від часу коефіцієнтами; підстановка такого виразу дає систему звичайних диференціальних рівнянь, коефіцієнти якої можна знайти за допомогою будь-якого чисельного методу для ЗДР. Задачі на власні значення для ЗДР аналогічним чином перетворюються на задачі пошуку власних векторів матриці[джерело?].
Спектральні методи були розроблені у серії робіт Стівена Орзага починаючи з 1969 року, включаючи (але не обмежуючись ними) методи рядів Фур'є для задач періодичної геометрії, поліноміальні спектральні методи для обмежених і необмежених задач геометрії, псевдоспектральні методи для суттєво нелінійних задач, а також спектральні ітераційні методи для швидкого розв'язку стаціонарної задачі. Реалізація спектральних методів зазвичай завершується методами колокації, Гальоркіна або Тау підходу[прояснити][джерело?].
Спектральні методи потребують значно менше витрат, ніж метод скінченних елементів, але стають менш точними для задач зі складною геометрією й розривними коефіцієнтами[джерело?]. Це збільшення похибки є наслідком ефекту Гіббса.